# Foreign Office Architects
Pour les articles homonymes, voir FOA.
Foreign Office Architects (FOA) est une ancienne agence d'architecture de renommée internationale basée à Londres, fondée en 1993[réf. nécessaire] par le couple d'architectes irano-espagnol Farshid Moussavi et Alejandro Zaera Polo. En juin 2011, la séparation du couple met fin à l'activité de l'agence FOA et donne lieu à deux nouvelles agences : la FMA (Farshid Mousavi Architecture) basée à Londres, et l'AZPA (Alejandro Zaera Polo Architecture) basée à Londres et Barcelone.

## Histoire
Foreign Office Architecture est une ancienne agence d'architecture crée en 1992 à Rotterdam par Farshid Moussavi et Alejandro Zaera Polo, tous deux diplômés tous deux du Master II de la Graduate School of design de Harvard, puis formés à l'Office for Metropolitan Architecture de la ville par Rem Koolhaas. En 1993, le couple s'installe à Londres qui devient dès lors le siège de l'agence.
Le nom de l'agence, Foreign Office Architects (« bureau des architectes étrangers ») fait allusion aux différents origines des deux cofondateurs, iranienne et espagnole.
FOA est reconnue comme l'une des firmes de conception les plus créatives au monde, intégrant habilement architecture, design urbain et architecture du paysage. Dans leur approche de l'architecture, la FOA sont des pragmatiques, d'une grande rigueur technique et qui sont les initiateurs de croissance organique et de l'évolution du design comme « espèce » d'hybridation relative aux conditions à la fois locales et mondiales, où le sol tend à convertir « en une surface active, un plan construit où l’architecture émerge comme une figure improbable et fluctuante ». Leur travail se déroule avec rigueur à travers une large variété d'emplacements et de typologies.
En 2002, le projet novateur qui a met leur concept en théorie, est le terminal portuaire de Yokohama au Japon, un hybride d'imagination d'infrastructure industrielle et sociale à fonction polyvalente. Depuis, ils travaillent essentiellement sur des projets internationaux localisés au Japon, aux États-Unis, aux Pays-Bas, en Espagne… sur différents projets de conception architecturale, de planification et de maîtrise de services de design, pour des clients privés et publics. Ils enseignent également dans différentes universités, remporté de nombreux autres concours, publié, enseigné et donné des conférences dans la quasi-totalité des principales universités.

## Philosophie

### Complexité et cohérence
Pendant près d'une décennie, l'agence FOA a rayonné sur la scène internationale et fait beaucoup parler d'elle. Avec le projet de terminal Yokohama, les deux architectes ont montré qu'il était possible de supprimer la dichotomie entre l'aspect théorique et la réalité constructive tout en ayant des projets complexes dans leur conception. 
L'ensemble de leur travail est basé sur l'expérimentation comme aide et moyen de conception et l'ambition avec un engagement profond dans leurs projets. Ils accordent également beaucoup d'importance à l'étude technologique et culturelle de leurs projets avec rigueur et économie de moyens. F. Moussavi et A. Zaera Polo sont constamment projetés dans l'image des futurs usagers avec le désir d'exploiter tous les domaines possibles d'une opération avec la nécessaire adaptation de la profession d'architecte à un environnement plus hostile. Ils s'efforcent ainsi de faire muter la pratique des architectes qui, sur la base d'une société moderne, récupèrent les outils comme la géométrie, la forme, la technique et la précision, dans le rôle central de la définition de notre environnement artificiel.

### Culture de la technique
Les deux architectes considèrent la technique comme un vrai domaine de recherche, dans la continuité du mouvement moderne. D'après eux, la culture de plus en plus globalisée implique que les valeurs individuelles et les spécificités des langues aient besoin d'être réexaminées à la lumière des processus, ce qui nécessite une opération trans-culturelle et trans-subjective. 
« Nous sommes certainement plus intéressés dans le processus, la technique, la rigueur, le générique, la cohérence ou l'aliénation, qui étaient présents dans le discours moderniste en tant que domaines de recherche, que dans la langue, l'image, le caractère ou la subjectivité. » 
Cette culture de la technique a commencé dès le début de leur expérimentation académique lorsqu'ils se sont engagés dans l'enseignement. L'association « Architectural Association » leur a permis de développer de nouvelles techniques pour prolonger la discipline afin de s'engager avec les nouveaux problèmes de la ville contemporaine. Cette recherche a été fortement entraînée par la technique et la possibilité de médiation des pays émergents les processus culturels, sociaux, économiques, et les possibilités architecturales utilisant des opérations abstraites.

### Rigueur et éthique
Ils considèrent l'architecture comme quelque chose d'instrumental et parfois d'utopique et d'idéaliste. Dans la lignée du mouvement moderne, la structure et la circulation sont pour eux le moyen de justifier leur intention. En revanche, ils refusent la systématisation de la conception, ce qui les différencie de ce qui se fait actuellement. Très intéressés par la technologie mais aussi par la relation étroite entre structure et forme, entre la matière et l'organisation, les différencie des pratiques architecturales contemporaines. L'économie est au cœur de leur projet car selon eux l'architecture doit répondre à un besoin et ils se refusent toute prolifération extravagante de la forme. Contrairement à leurs collègues, F. Moussavi et A. Zaera Polo considèrent que la rigueur du modernisme est rationnelle et positive.

## Description de certaines réalisations

### Terminal portuaire de Yokohama
L'objectif initial de ce projet est d'articuler et de combiner le programme d'un terminal de croisière avec des dispositifs d'installations à usage des citoyens.  Le site avait un rôle pivot comme une extension de la ville en front de mer d'où la nécessité de créer une continuité d'espace public pivert le long des quais.
Cet équipement a été fortement inspiré par le concept du projet de Superstutio qui parlent d'« architecture technomorphique ». FOA définit son projet comme un système transversal et élastique, en constante évolution pour s'adapter aux contraintes et exigences externes, basé sur l'idée que l'histoire n'est pas figée dans le temps et que l'architecture doit évoluer dans le temps également. Ils se sont beaucoup intéressés par la manière dont les individus interagissent avec les objets Tout le concept est basé sur cette notion d'évolution et d'adaptation de l'architecture avec son milieu.
La prouesse architecturale tient de l'ambition de la structure de l'enceinte de la jetée comme un fluide et un espace continu, ininterrompu et multidirectionnel. Par un jeu de pliages, la structure produit par endroits des espaces couverts où les différentes parties du programme s'y trouvent, et d'autres sont des espaces ouverts, sans rupture formelle.
La relation entre la peau et les régions établies par les plis de structure de la surface est l'un des arguments les plus importants du projet que le sol a replié répartit les charges par les surfaces elles-mêmes, en les déplaçant en diagonale vers le sol. Cette structure est aussi particulièrement approprié pour faire face à des forces latérales générées par les mouvements sismiques qui affectent la topographie japonais.

### Complexe de bureaux Trinity EC3
La boîte à musique, le Centre de musique nouvelle ouverture est prévue en 2006, va devenir la maison de l'Orchestre symphonique de la BBC, le BBC Symphony Chorus, le BBC Concert Orchestra et le BBC Singers, les réunir en un même lieu pour la première fois. Le nouveau bâtiment offrira les derniers équipements pour les orchestres de la BBC basée à Londres, dont deux studios de répétition pour les spectacles, l'enregistrement et à vivre avec une capacité de auditoire de 600 personnes. Le nouvel environnement moderne assurera la BBC classe mondiale effectuant des groupes à Londres peuvent prospérer et rester au centre de la vie musicale et la culture au Royaume-Uni.

## Principales réalisations
- 1995-2002 : terminal portuaire de Yokohama, Japon
- 1999-2000 : Bluemoon Hotel, Groningen, Pays-Bas
- 2000-2003 : siège de la police, La Villajoyosa, Espagne
- 2000-2004 : parc côtier et auditoriums en plein air, Barcelone, Espagne
- 2000-2005 : siège pour les éditeurs Dulnyouk, Paju, Corée du Sud
- 2000-2006 : théâtre municipal, Torrevieja, Espagne
- 2000-2008 : complexe de Jonh Lewis et Cineplex et pont pour piétons, Leicester, Angleterre
- 2002 : pavillon britannique à la Biennale internationale d'architecture de Venise
- 2003 : Jeux Olympiques de 2012 et plan directeur du Lower Lea Valley, Londres
- 2003-2007 : centre de transfert technologique La Rioja, Logroño, Espagne
- 2003 : complexe de bureaux Trinity EC3, Londres
- 2004-2005 : pavillon espagnol à «L'expo internationale 2005», Aichi
- 2004-2007 : Bamboo Building, logement social à Carabanchel, Madrid
- 2004-2008 : villa à Pedralbes, Barcelone
- 2004-2010 : complexe de bureaux D-38, Barcelone
- 2005-2007 : complexe commercial et multiplex Meydan, Istanbul
- 2005-2010 : Ravensbourne College sur la péninsule de Greenwich, Londres
- 2006 : centre d'affaires mondiales, Busan
- 2006 : KL Central Terrin Residentiale D Towers, Kuala Lumpur, Malaisie
- 2007 : Sevenstone trimestre usage mixte complexe, Sheffield, Angleterre
- 2008 : Euston Station, Londres
- 2008 : à usage mixte d'extension du West Quay II centre commercial, Southampton
- 2008 : New Street Station, Birmingham

## Images

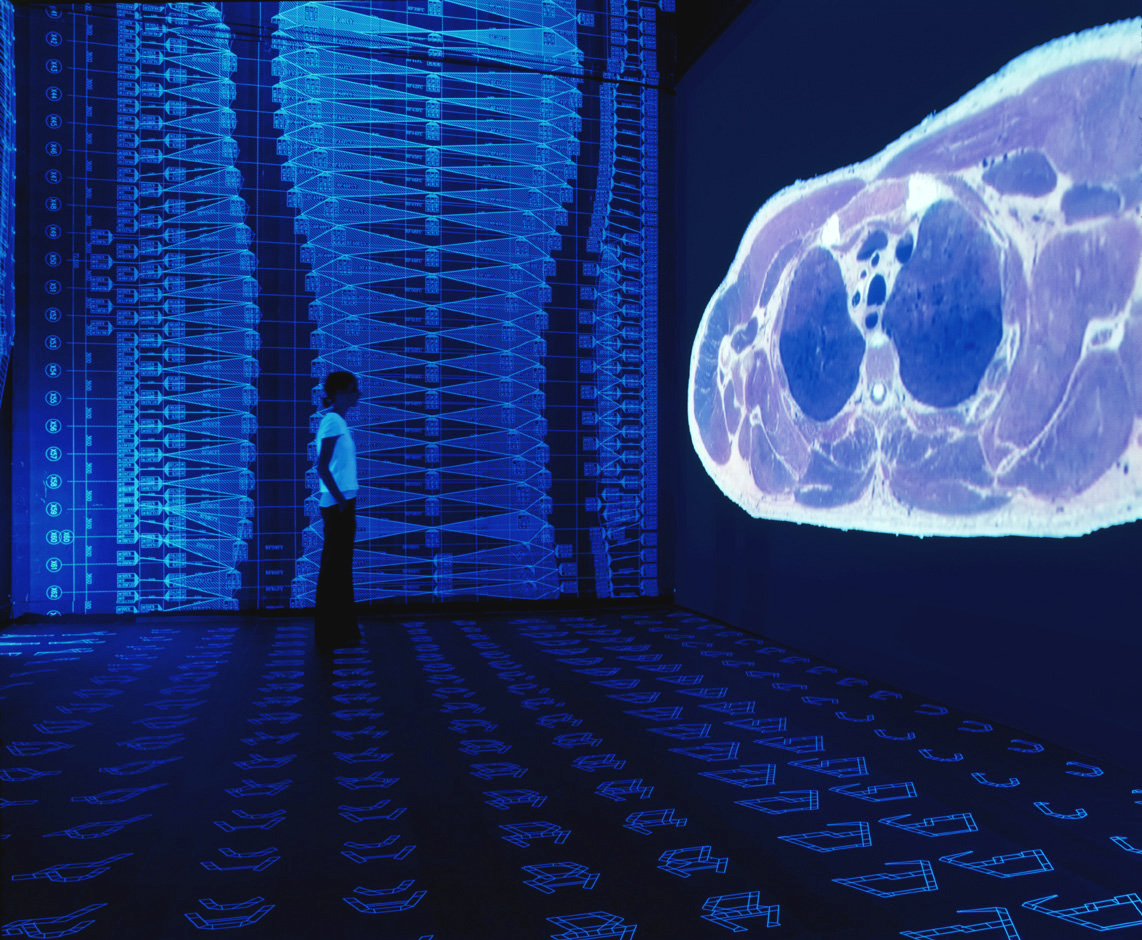
British Pavilion at Venice Biennale
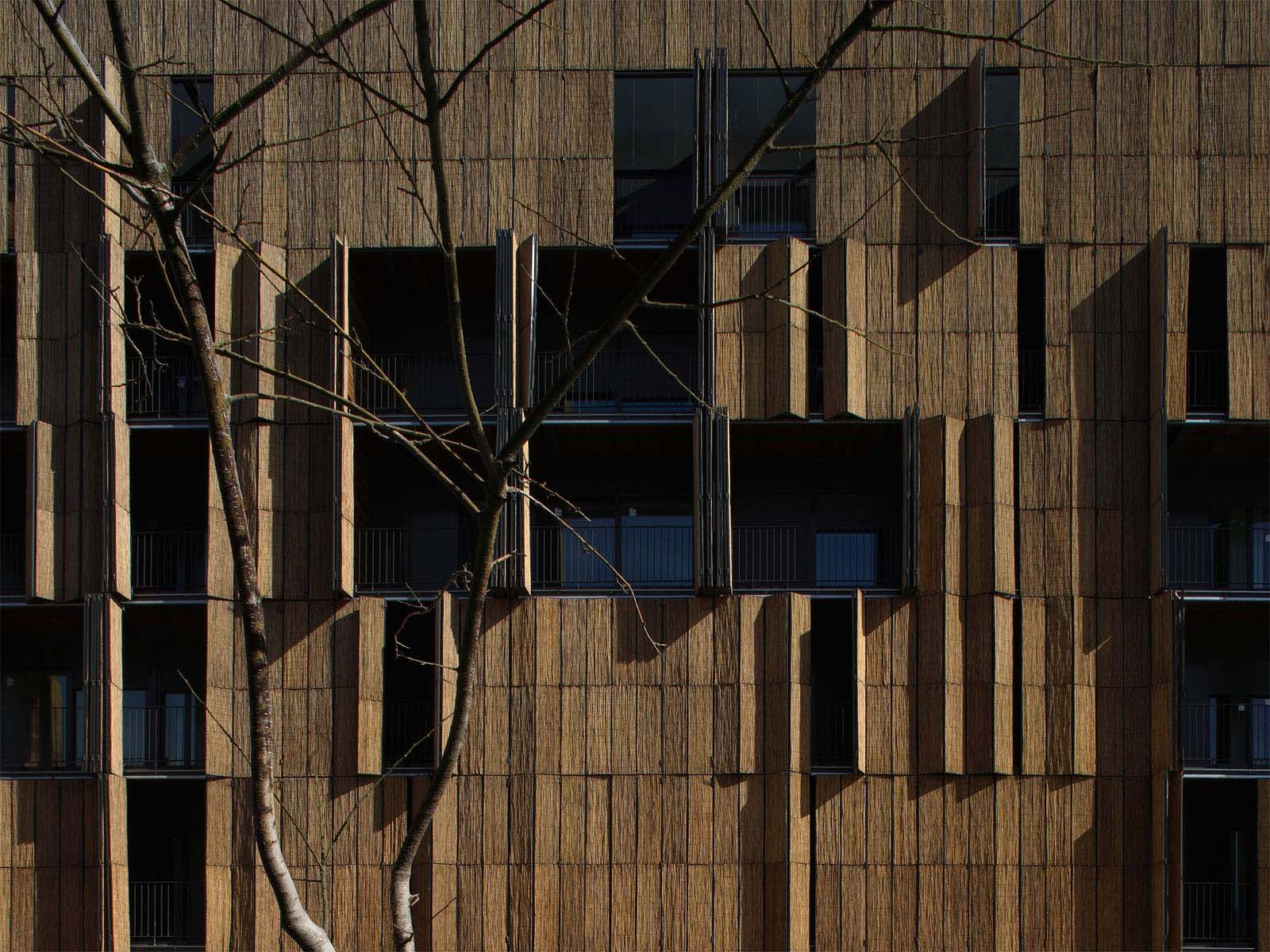
Carabanchel Social Housing

## Expositions
- Travaux en cours: FOA Yokohama International Port Terminal, Architectural Association, Londres, 1er-24 juin 1995
- FOA est l'une des pratiques très peu à avoir représenté la Grande-Bretagne avec une exposition solo à la 8e Biennale d'Architecture de Venise en 2002
- FOA Élevage Architecture, ICA, Londres, 29 novembre 2003 - 28 février 2004
- FOA conception moderne Bretagne, Design Museum, Jusqu'en Novembre 2006
- Musée d'art moderne de New York et à la Galerie Max Protetch